# 兰登
兰登（荷蘭語：Landen，荷蘭語發音：[ˈlɑndə(n)] ⓘ）是比利时弗拉芒大區弗拉芒布拉班特省魯汶區的一座城市，与瓦隆布拉班特、列日、林堡三省接壤，通行荷蘭語，是弗拉芒社群的一部分，面积54.05平方千米，人口15,961人（2018年1月1日）。

## 人物
- 兰登的丕平